# JWH-167
JWH-167（化学名：1-戊基-3-(苯乙酰基)吲哚，1-pentyl-3-(phenylacetyl)indole）是一种含氮有机化合物，化学式C21H23NO，属于苯乙酰基吲哚类JWH系列大麻素。